# تحليل القدرة

مخطَّط يبيّن آليّة التحليل التفاضلي للقدرة (DPA).

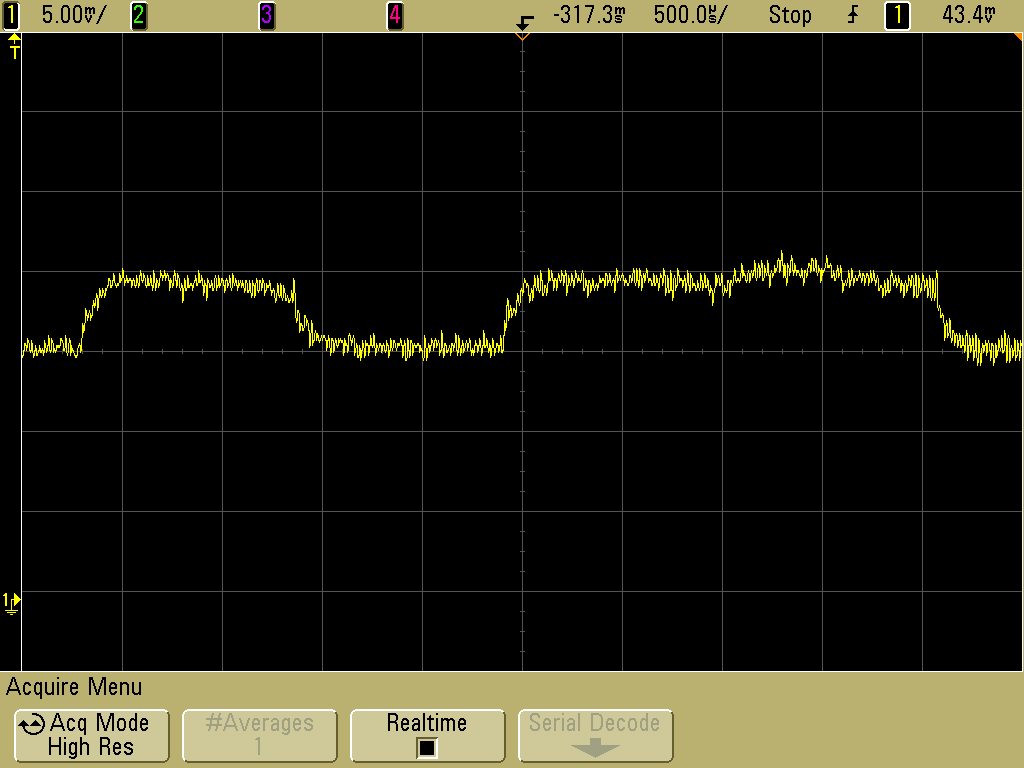
استنتاج بتّات مفتاح خوارزمية آر إس إيه عبر تحليل القدرة: يظهرُ القِمَمُ الضيّقة عند عمليّة التربيع‑فقط، بينما تُبيِّن القمّةُ العريضةُ تتابُع التربيع والضرب، ممّا يُمكِّن من التمييز بين البتّ 0 والبتّ 1.

تحليل القدرة هو أحدُ هجماتِ القنوات الجانبيّة التي تستندُ إلى مراقبة استهلاكِ الطاقةِ في العتادِ المشفَّر. تعتمدُ هذه الهجماتُ على خاصيّاتٍ فيزيائيّةٍ بحتة: فالتغيّراتُ في الجهودِ داخلَ أشباهِ الموصلات تستلزمُ انتقالَ شحناتٍ كهربائيّةٍ «تيّارات»، وبقياسِ تلك التيّارات يَستخلصُ المهاجِمُ معلوماتٍ إحصائيّةً عن البياناتِ الّتي يعالجُها النظام.
- التحليلُ البسيط للقدرة (بالإنجليزية) يعتمدُ الفحصَ البصريَّ لِـمنحنياتِ التتبع (power traces)، أي مخططات استهلاكِ القدرةِ مقابلَ الزمن، لاكتشاف تعليماتٍ حسّاسة أو تتابُعاتٍ برمجيّةٍ (مثل جملة if) داخلَ الشيفرة.
- التحليلُ التفاضلي للقدرة (بالإنجليزية) يستعملُ أساليبَ رياضيّةً مثل المتوسطِ الحسابي والانحرافِ المعياري والتغاير، ويُنشئ مصفوفاتِ تَرابُط لِعدّةِ تتبُّعاتٍ متزامنةٍ، ثمَّ يُجري اختباراتِ فرضيّةٍ (بالإنجليزية) على متغيّراتٍ عشوائيّةٍ لربط أنماطِ القدرة بقيمِ بتّاتٍ سرّيّة.[1]

قُدِّمَت تلك التقنيّات إلى المجتمع الأكاديمي سنة 1998 على يد بول كوخر وجوشوا جاف وبنجامين جون. منذ ذلك الحينْ، أصبحت هجماتُ القدرة محوراً بحثيّاً في مختبراتِ الأمن السيبراني وشركاتِ تصميم الدوائرِ المتكاملة، وأُدرِجَت آليّاتُ دفاعٍ تنظيميةٌ مثل:
- التوزيع العشوائي للتنفيذ (بالإنجليزية) لتشتيت مسار التعليمات.
- توزيع الحمل الديناميكي (بالإنجليزية) داخل خطوط التزويد لمنع التزامن بين البيانات واستهلاكِ القدرة.
- اعتماد معيار ISO/IEC 17825 لاختبار مقاومة العتاد لطُرُق التحليل التفاضلي.[3]

## الخلفية
في علم التعمية تُعرَّف «هجمات القنوات الجانبيّة» (بالإنجليزية) بأنّها أساليبُ تستغلُّ المؤشّرات الفيزيائيّة غير المباشرة (كالزمن، واستهلاك الطاقة، والإشعاع الكهرومغناطيسي) لاستعادة معطياتٍ سريّةٍ من عتادٍ يُفترض أنّه مُحصَّن، كـالبطاقة الذكيّة أو الدارة المدمجة داخل «الصندوق الأسود» المقاوم للعبث. يشبه ذلك في الأمن الفيزيائي فنَّ فتح الأقفال بلا أثر، إذ يترك المهاجمُ المنظومةَ كما كانت من غير أضرار مرئيّة.

## التحليل البسيط للقدرة (SPA)
التحليلُ البسيط للقدرة (بالإنجليزية) هو شكلٌ من هجمات القنوات الجانبيّة يعتمدُ الرصدَ المنهجي لمنحنى التيّار الكهربائي باختلاف الزمن. إذ تُظهر تذبذباتُ الاستهلاك اختلافَ التعليماتِ أو المساراتِ البرمجيّة التي ينفّذها المعالج، فيُصبح تدفّقُ التحكم (بالإنجليزية) تابعاً للقيم السريّة وبالتالي كاشفاً لها عبر البصمة الكهربائيّة.

كمثالٍ مبسّط، يُبيّن المقتطف أدناه دالة ً تتحقّق من كلمة مرور، ولكنّ زمن التنفيذ يتغيّر وفقاً لأول محرفٍ خاطئ، ما يخلقُ ثغرة «هجوم التوقيت» (بالإنجليزية)، ومع مراقبة القدرة تصبح عددُ اللفات واضحاً للمهاجم:
```
bool
 
check_password
(
const
 
char
 
input
[])
 
{

    
const
 
char
 
correct_password
[]
 
=
 
"hunter2"
;

    
if
 
(
strlen
(
input
)
 
!=
 
strlen
(
correct_password
))
 
return
 
false
;

    
for
 
(
int
 
i
 
=
 
0
;
 
i
 
<
 
strlen
(
correct_password
);
 
i
++
)
 
{

        
if
 
(
input
[
i
]
 
!=
 
correct_password
[
i
])
 
{

            
return
 
false
;
   
/* يخرج هنا حال الخطأ */

        
}

    
}

    
return
 
true
;
            
/* كلمة المرور صحيحة */

}

```

لتخفيف الخطر تُستخدم تقنياتُ «التنفيذ الثابت» لإنهاء جميع الحلقات، أو إدراج تأخيرٍ تعويضي قبل الردّ للمستخدم، كما تقترح المعاييرُ التنظيميّة ISO/IEC 17825 المخصّصة لاختبار مقاومة العتاد لهجمات القنوات الجانبيّة.
في تطبيقات RSA يمكن تمييزُ عمليّات «التربيع» و«الضرب» عبر SPA، ما يسمحُ باشتقاق مفتاحٍ سريّ بتّاً تلو الآخر. يُسهِّل ذلك أجهزةُ القياس الحديثة (مثل المذبذبات الإلكترونية) بفضل المرشحات الرقميّة وتقنيات المتوسّط الحسابي وتنعيم الإشارة.

## المصطلحات التنظيميّة والرياضيّة
- *توزيع الحمل الديناميكي* (بالإنجليزية): آليّةٌ لتوزيع الاستهلاك الكهربائي داخل خطوط التزويد لمنع الترابط الإحصائيّ بين البيانات والقدرة المستهلكة.
- *مصفوفة الترابط* (بالإنجليزية): أداةٌ رياضيّة في التحليل التفاضلي للقدرة (DPA) لقياس الارتباط بين متغيّراتٍ عشوائيّةٍ تمثّل الفرضيّاتِ وحزمَ القياس.[6]
- *التوزيع العشوائي لتدفّق التحكم* (بالإنجليزية): تقنيةٌ برمجية لإعادة ترتيب المسارات التنفيذية بصورةٍ لا يمكن التنبّؤ بها إحصائياً فتضعفُ الصلةَ بين النمط الطاقي والقيمِ الحسّاسة.

بهذه الأدوات يكتسبُ المهاجمُ قدراتٍ «لا غازية» عالية الدقّة، في حين تُحتِّم المعاييرُ الدوليّة على المصمّمين إضافةَ طبقاتٍ دفاعيّةٍ منضبطة رياضيّاً وتنظيميّاً للحدّ من تسريب المعلومات.